# Steven Lisberger

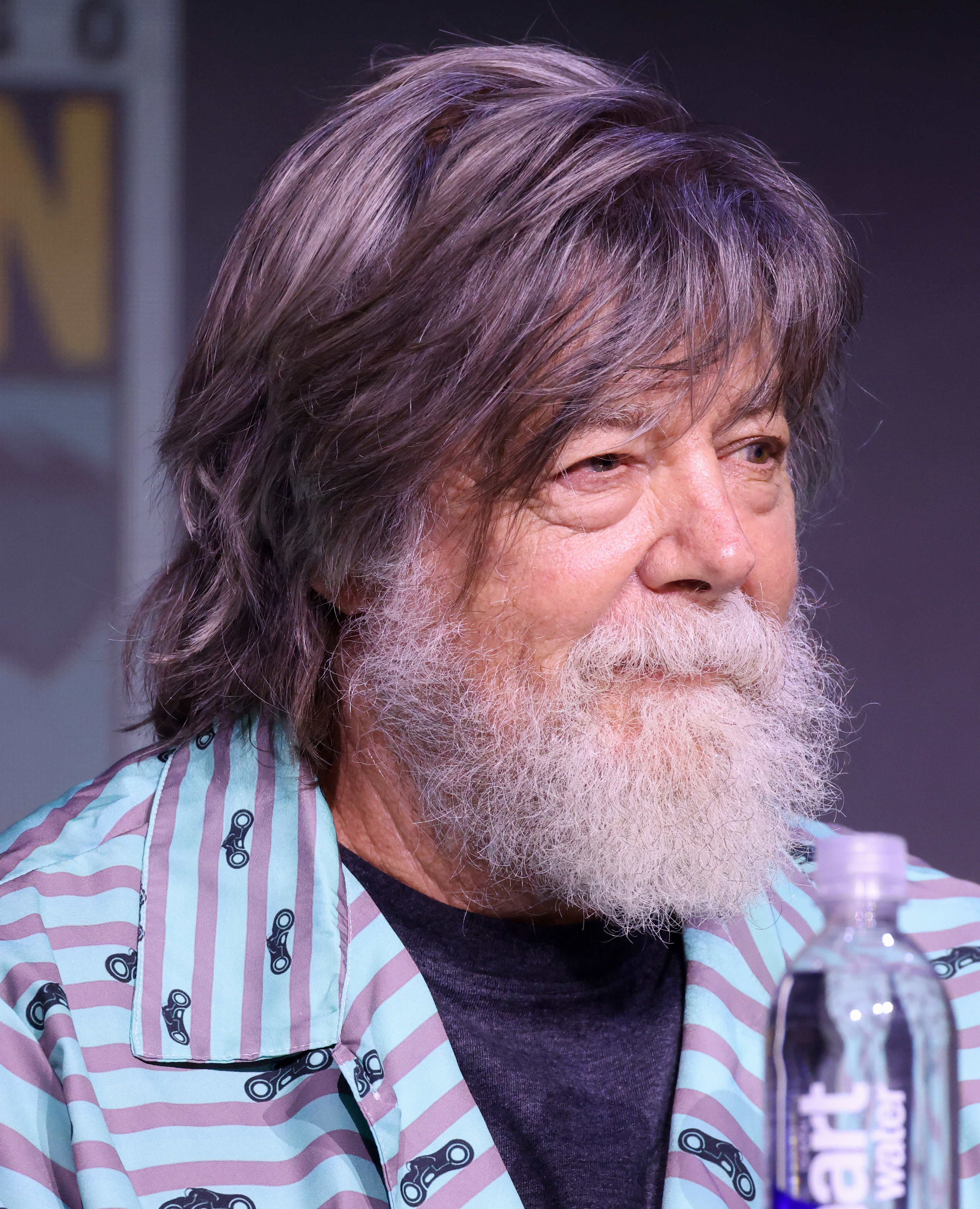
Steven Lisberger (2025)

Steven Lisberger (* 24. April 1951 in New York City) ist ein US-amerikanischer Filmregisseur, Drehbuchautor und Produzent. Bekannt wurde er als Regisseur des Science-Fiction-Films Tron.

## Leben
Während seines Studiums am MIT wurde sein Interesse an Computeranimation geweckt. Im Jahr 1980 realisierte er den Zeichentrickfilm Die Dschungelolympiade (Animalympics). Als er das Computerspiel Pong sah, dachte er an eine Geschichte, die in einem Computer spielen sollte, angelehnt an den Film Spartacus.
Ebenfalls noch während seines Studiums gründete Lisberger, mit fünf Mitarbeitern, die Lisberger Studios. 1981 drehte er mit Geld aus den Disney-Studios den Film Tron. Bei einem Budget von 17 Mio. US-Dollar spielte der Film in den USA 33 Millionen Dollar ein. Es folgten zwei weitere Spielfilme in den 1980er Jahren, Hot Pursuit mit John Cusack und Slipstream mit Mark Hamill. Danach wurde es ruhig um Steven Lisberger. Die Fortsetzung von Tron endete zunächst unter seiner Mitwirkung als Computerspiel Tron 2.0. 2010 lief die Tron-Fortsetzung Tron: Legacy im Kino, Lisberger fungierte dabei als Produzent und Co-Drehbuchautor.
Im Oktober 2023 veröffentlichte Steven Lisberger zusammen mit Robert Churchill seinen ersten Roman Topeka. Die Science-Fiction-Geschichte basiert auf einem nicht verwirklichten Drehbuch von Lisberger.

## Filmografie
- 1979: Die Dschungelolympiade (Animalympics)
- 1982: Tron
- 1987: Danny, immer fünf Minuten zu spät (Hot Pursuit)
- 1989: Slipstream
- 2010: Tron: Legacy (Produktion)
- 2012–2013: TRON: Der Aufstand (Tron: Uprising, Zeichentrickserie)